# Гинтер, Ричи
Пол Ри́чард Ги́нтер (англ. Paul Ginther), более известный как Ри́чи Ги́нтер (англ. Richie Ginther, 5 августа 1930, Голливуд — 20 сентября 1989, Бордо) — американский автогонщик, пилот Формулы-1.

## Биография

### Scuderia Ferrari(1949—1961)
Вначале Пол Ричард Гинтер был авто- и авиамехаником. Первым его серьёзным выступлением в автоспорте стало участие в гонке Carrera Panamericana на автомобиле Ferrari (1949). Тогда его партнёром был будущий чемпион Формулы-1 Фил Хилл. В той гонке Гинтер и Хилл попали в аварию, но через год эта же команда пришла на втором месте. В 1951 Ричи Гинтер приобретает автомобиль MG. 

Впоследствии Ричи Гинтер устроился на работу к Джонни фон Нойманну — импортёру Ferrari в США. Благодаря Нойманну Гинтер принял участие в большом количестве гонок в сезонах 1951—1956. Ричи стал известным благодаря своим выступлениям в West Coast Racing и присоединился к Луиджи Кинетти. В 1957 Гинтер принял участие в 24 часах Ле-Мана, затем стал вместе с Вольфгангом фон Трипсом вторым в гонке 1000 километров Буэнос-Айреса. После этого успеха Ричи Гинтер заключил с Scuderia Ferrari контракт на четыре гонки и переселился со своей женой в Италию. 

Выступления на спортивных автомобилях успешными не были, однако в одноместных гоночных сериях Гинтер выступал отлично: второе место на Гран-при Модены 1960 года в Формуле-2 и 4 Гран-при (три старта) в Формуле-1, где он занял два шестых места в Монако и Нидерландах, а в Италии пришёл вторым. Команда Ferrari быстро поняла, что имеет дело с очень талантливым гонщиком, и в 1961 Ричи стал уже основным пилотом. В 1961 сезоне Формулы-1 Ричи Гинтер трижды пришёл на подиум и занял в общем зачёте 5 место. После столь удачного года Гинтер был взят в BRM.

### BRM(1962—1964)
Ричи Гинтер стал партнёром Грэма Хилла по команде BRM. Последовали три успешных сезона Формулы-1. В 1962 Грэм Хилл стал чемпионом, Гинтер был только восьмым. Самым успешным был сезон-1963 — 3 место в общем зачёте и 5 подиумов. В 1964 Ричи Гинтер стал пятым и доехал до финиша в каждой гонке.

### Последующие годы в Формуле-1 (1965—1967)
В 1965 году Ричи Гинтер присоединился к команде-новичку Формулы-1 Honda как опытный пилот. Сезон 1965 года был крайне неудачным, были часты сходы по техническим причинам, но в финале сезона (Мексика) Ричи одержал победу. Это ознаменовало конец 1.5-литровой Формулы-1. В 1966 Ричи участвовал лишь в 5 Гран-при (2 гонки за Cooper, 3 — за Хонду). С 5 очками Гинтер стал 11-м. А в 1967 за Хонду стал выступать Джон Сёртис, и Ричи Гинтер вместе с Дэном Герни присоединился к команде Anglo-American Racing (шасси Eagle). На Гран-при Монако 1967 года Гинтер сенсационно не прошёл квалификацию. И Ричи понял: настала пора уходить.

### После Формулы-1
Ричи Гинтер выступал в качестве командного менеджера перед тем, как порвать с автоспортом (до 1971). В 1977 Гинтер получил возможность вернуться к автоспорту. Он был приглашён в Хоккенхайм, где выиграл Гран-при Германии Ники Лауда, фирмой Goodyear, для которой это была сотая победа. Там состоялась презентация шин фирмы Goodyear с участием Ричи Гинтера. 

В 1989 году команда BRM праздновала в Донингтоне своё 40-летие. Почётным гостем был Ричи Гинтер. А через несколько дней после торжеств Гинтер скончался от сердечного приступа в Бордо.

### Полная таблица результатов
| Легенда к таблице |                                                                    |
| --- | ------------------------------------------------------------------ |
| В таблице перечислены результаты всех Гран-при Формулы-1, в которых принимал участие гонщик. Строками таблицы являются сезоны, столбцами — этапы чемпионата мира. В каждой клетке указаны сокращённое название этапа и результат, дополнительно обозначенный цветом. Расшифровка обозначений и цветов представлена в нижеследующей таблице. |                                                                    |
| \| Пример \| Описание \| \| ------------ \| ------------------------------------------------------------------ \| \| 1 \| Победитель \| \| 2 \| Второе место \| \| 3 \| Третье место \| \| 5 \| Финишировал, заработав очки \| \| Сход \| Не финишировал, но при этом заработал очки \| \| 12 \| Финишировал, не получив очков \| \| НКЛ \| Финишировал, но не попал в финальную классификацию \| \| 15 \| Участвовал вне зачёта, либо по отдельной классификации \| \| 18 \| Не финишировал, но попал в финальную классификацию \| \| Сход \| Не финишировал \| \| НКВ \| Не прошёл квалификацию \| \| НПКВ \| Не прошёл предквалификацию \| \| ДСК \| Дисквалифицирован \| \| ИСК \| Исключён из протокола соревнований \| \| ТТ \| Заявлен для участия только в тренировках \| \| НС \| Участвовал в квалификации, но не стартовал в гонке \| \| Т \| Травмирован или болен \| \| ОТК \| Отказ от участия \| \| НТР \| Прибыл на соревнования, но на трассу не выезжал \| \| НПР \| Был заявлен в числе участников, но не прибыл к началу соревнований \| \| О \| Соревнования отменены \| \| \| Не участвовал \| \| Поул-позиция \| \| \| Быстрый круг \| \| |                                                                    |
| Пример | Описание                                                           |
| 1 | Победитель                                                         |
| 2 | Второе место                                                       |
| 3 | Третье место                                                       |
| 5 | Финишировал, заработав очки                                        |
| Сход | Не финишировал, но при этом заработал очки                         |
| 12 | Финишировал, не получив очков                                      |
| НКЛ | Финишировал, но не попал в финальную классификацию                 |
| 15 | Участвовал вне зачёта, либо по отдельной классификации             |
| 18 | Не финишировал, но попал в финальную классификацию                 |
| Сход | Не финишировал                                                     |
| НКВ | Не прошёл квалификацию                                             |
| НПКВ | Не прошёл предквалификацию                                         |
| ДСК | Дисквалифицирован                                                  |
| ИСК | Исключён из протокола соревнований                                 |
| ТТ | Заявлен для участия только в тренировках                           |
| НС | Участвовал в квалификации, но не стартовал в гонке                 |
| Т | Травмирован или болен                                              |
| ОТК | Отказ от участия                                                   |
| НТР | Прибыл на соревнования, но на трассу не выезжал                    |
| НПР | Был заявлен в числе участников, но не прибыл к началу соревнований |
| О | Соревнования отменены                                              |
| | Не участвовал                                                      |
| Поул-позиция |                                                                    |
| Быстрый круг |                                                                    |

| Сезон | Команда                   | Шасси          | Двигатель                  | Ш | 1        | 2        | 3        | 4        | 5        | 6      | 7        | 8        | 9     | 10       | 11  | Место | Очки    |
| ----- | ------------------------- | -------------- | -------------------------- | - | -------- | -------- | -------- | -------- | -------- | ------ | -------- | -------- | ----- | -------- | --- | ----- | ------- |
| 1960  | Scuderia Ferrari          | Ferrari 246 P  | Ferrari 171 2,4 V6         | D | АРГ      | МОН 6    | 500      |          |          |        |          |          |       |          |     | 9     | 8       |
| 1960  | Scuderia Ferrari          | Ferrari 256 F1 | Ferrari 155 2,4 V6         | D |          |          |          | НИД 6    | БЕЛ      |        |          |          | ИТА 2 | США      |     | 9     | 8       |
| 1960  | Reventlow Automobiles Inc | Scarab         | Scarab 2,4 L4              | D |          |          |          |          |          | ФРА НС | ВЕЛ      | ПОР      |       |          |     | 9     | 8       |
| 1961  | Scuderia Ferrari          | Ferrari 156 F1 | Ferrari 178 1,5 V6         | D | МОН 2    | НИД 5    | БЕЛ 3    | ФРА 15   | ВЕЛ 3    | ГЕР 8  | ИТА Сход | США      |       |          |     | 5     | 16      |
| 1962  | Owen Racing Organisation  | BRM P48/57     | BRM P56 1,5 V8             | D | НИД Сход | МОН Сход |          |          |          |        |          |          |       |          |     | 8     | 10      |
| 1962  | Owen Racing Organisation  | BRM P57        | BRM P56 1,5 V8             | D |          | МОН НС   | БЕЛ Сход | ФРА 3    | ВЕЛ 13   | ГЕР 8  | ИТА 2    | США Сход | ЮАР 7 |          |     | 8     | 10      |
| 1963  | Owen Racing Organisation  | BRM P57        | BRM P56 1,5 V8             | D | МОН 2    | БЕЛ (4)  | НИД (5)  | ФРА Сход | ВЕЛ 4    | ГЕР 3  | ИТА 2    | США 2    | МЕК 3 | ЮАР Сход |     | 3     | 29 (34) |
| 1964  | Owen Racing Organisation  | BRM P261       | BRM P60 1,5 V8             | D | МОН 2    | НИД 11   | БЕЛ 4    | ФРА 5    | ВЕЛ 8    | ГЕР 7  | АВТ 2    | ИТА 4    | США 4 | МЕК 8    |     | 5     | 23      |
| 1965  | Honda R & D Co            | Honda RA272    | Honda RA272E 1,5 V12       | G | ЮАР      | МОН Сход | БЕЛ 6    | ФРА Сход | ВЕЛ Сход | НИД 6  | ГЕР      | ИТА 14   | США 7 | МЕК 1    |     | 7     | 11      |
| 1966  | Cooper Car Co             | Cooper T81     | Maserati Tipo 9/F1 3,0 V12 | D | МОН Сход | БЕЛ 5    | ФРА      | ВЕЛ      | НИД      | ГЕР    |          |          |       |          |     | 11    | 5       |
| 1966  | Honda R & D Co            | Honda RA273    | Honda RA273E 3,0 V12       | G |          |          |          |          |          |        | ИТА Сход | США Сход | МЕК 4 |          |     | 11    | 5       |
| 1967  | Anglo American Racers     | Eagle T1G      | Gurney-Weslake 58 3,0 V12  | G | ЮАР      | МОН НКВ  | НИД      | БЕЛ      | ФРА      | ВЕЛ    | ГЕР      | КАН      | ИТА   | США      | МЕК | —     | 0       |